# Marcel Nottola
Marcel Nottola – francuski judoka.
Zdobył siedem medali mistrzostw Europy w latach 1957 - 1963, w tym dwa w drużynie. Trzeci na mistrzostwach Francji w 1963 i 1964 roku.